# Francis La Flesche
Francis La Flesche (Omaha, 1857–1932) foi o primeiro etnólogo nativo americano profissional; ele trabalhou com o Smithsonian Institution . Ele se especializou nas culturas Omaha e Osage. Trabalhando como tradutor e pesquisador da antropóloga Alice C. Fletcher, La Flesche escreveu vários artigos e um livro sobre os Omaha, além de inúmeras obras sobre os Osage. Ele fez gravações originais valiosas de suas canções e cantos tradicionais. A partir de 1908, colaborou com o compositor americano Charles Wakefield Cadman para desenvolver uma ópera, Da O Ma (1912), baseada em suas histórias de vida em Omaha, mas a obra nunca foi produzida. Uma coleção de histórias de La Flesche foi publicada postumamente em 1998.
De Omaha, Ponca e ascendência francesa, La Flesche era filho do chefe de Omaha Joseph LaFlesche (também conhecido como Iron Eye) e sua segunda esposa Ta-in-ne (Omaha). Ele cresceu na Reserva Omaha em um momento de grande transição para a tribo. Antes do estabelecimento dos programas de antropologia, La Flesche fez graduação e mestrado na George Washington University Law School em Washington, DC. Ele fez sua vida profissional entre os americanos europeus .

## Infância e educação
Francis La Flesche nasceu em 1857 na Reserva de Omaha, sendo o primeiro filho do segundo casamento de seu pai, Joseph LaFlesche (conhecido como Olho de Ferro) , e primeiro de sua mãe, Ta-in-ne, uma mulher de Omaha. Ele tinha cinco meios-irmãos do primeiro relacionamento de seu pai.  Francis frequentou a Escola Missionária Presbiteriana em Bellevue, Nebraska . Mais tarde, ele frequentou a faculdade e a faculdade de Direito em Washington, DC.
Em 1853, Olho de Ferro era um chefe de Omaha. Ele ajudou a negociar o tratado de venda da maior parte de terras da tribo em Nebraska, em 1854 . Ele liderou a tribo como chefe logo após sua remoção para uma reserva e na principal transição para um estilo de vida mais sedentário. Joseph La Flesche (Olho de Ferro) era de origem Métis, Ponca e ainda de ascendência francesa, e cresceu principalmente com o povo de Omaha. Trabalhou primeiro como comerciante de peles, e, já adulto, foi adotado como filho pelo cacique Big Elk. Foi o cacique quem lhe ensinou a cultura e designou Olho de Ferro como seu sucessor.
Joseph enfatizou a educação para todos os seus filhos; vários foram para escolas e faculdades no Oriente. Eles foram encorajados a contribuir para o Omaha. Os meios-irmãos de Francis tornaram-se adultos talentosos: Susette LaFlesche era uma ativista e palestrante conhecida nacionalmente em questões de direitos indígenas e reforma; Rosalie LaFlesche Farley era uma ativista e administrava os assuntos financeiros tribais de Omaha; e Susan La Flesche foi a primeira mulher nativa americana treinada como médica no estilo europeu-americano; ela tratou o Omaha por anos.

## Carreira
Em 1879, o juiz Elmer Dundy, do Tribunal Distrital dos Estados Unidos, tomou uma decisão histórica sobre os direitos civis, afirmando os direitos dos indígenas americanos como cidadãos de acordo com a Constituição . Em Standing Bear v. Crook, Dundy determinou que "um índio é uma pessoa" sob a Décima Quarta Emenda. Susette "Bright Eyes" La Flesche esteve envolvida como intérprete do chefe Standing Bear e testemunha especialista em questões indígenas. Ela convidou Francis para acompanhá-la com Standing Bear em uma turnê de palestras pelo leste dos Estados Unidos durante 1879-1880. Eles se revezaram como intérpretes do chefe.
Em 1881, Susette e o jornalista Thomas Tibbles acompanharam Alice C. Fletcher, uma antropóloga, em sua viagem sem precedentes para viver e estudar as mulheres Sioux na Reserva Indígena Rosebud . Susette atuou como sua intérprete. Francis La Flesche também conheceu e ajudou Fletcher nessa época, e eles iniciaram uma parceria profissional para toda a vida.
Quase 20 anos mais velho que ele, Fletcher incentivou sua educação para se tornar um antropólogo profissional. Ele começou a trabalhar com ela em Washington, DC por volta de 1881, onde também trabalhou como intérprete para o Comitê de Assuntos Indígenas do Senado dos Estados Unidos.
La Flesche ganhou um cargo no Bureau of Ethnology do Smithsonian Institution, com o qual Fletcher colaborou em sua pesquisa. Ele atuou como copista, tradutor e intérprete. No início, ele ajudou a classificar os artefatos de Omaha e Osage . Ele avançou para a realização de pesquisas de nível profissional com Fletcher e também atuou como seu tradutor e intérprete. Ele se formou na National University Law School (agora George Washington University Law School) em 1892 e obteve um mestrado lá em 1893. Em 1891, Fletcher adotou informalmente La Flesche, de 34 anos.
Em seu livro conjunto e artigos sobre Omaha, La Flesche optou por seguir a abordagem antropológica da etnografia. Ele costumava descrever rituais e práticas presenciados em detalhes. Durante suas visitas regulares a Omaha e Osage, e estudo de seus rituais, La Flesche também fez gravações em discos de cera (agora inestimáveis) de suas canções e cantos. Ele também os documentou por escrito criando um raro e importante banco de dados sobre a cultura oral de seu povo.. O jovem compositor Charles Wakefield Cadman se interessou pela música dos indígenas americanos e foi influenciado pela obra de La Flesche. Cadman posteriormente passaria um tempo na reserva de Omaha para aprender muitas canções e como tocar os instrumentos tradicionais.
Em 1908, La Flesche propôs uma colaboração com Cadman e Nelle Richmond Eberhart, para criar uma ópera baseada em suas histórias de Omaha. Eberhart escreveu letras para as Quatro Canções dos Índios Americanos de Cadman, bem como outras de suas canções. A equipe trabalhou por quatro anos em Da O Ma, que foi alterado para apresentar personagens Sioux . Cada um abordou a colaboração de um ponto de vista diferente, e a ópera nunca foi publicada ou executada. LaFlesche também contribuiu para The Robin Woman ( Shanewis ) (1918) de Cadman, mas o compositor completou o projeto com Tsianina Redfeather Blackstone, uma cantora Creek que contribuiu para o libreto .

A partir de 1910, La Flesche ganhou uma posição profissional como antropólogo no Bureau of American Ethnology do Smithsonian, servindo lá até 1929. Isso marcou a segunda parte de sua carreira. Ele escreveu e deu palestras extensivamente sobre sua pesquisa, publicando a maioria de seus trabalhos durante esse período. Seu foco mudou com sua pesquisa independente sobre a música e a religião dos Osage, que estão intimamente relacionados aos Omaha.
Seu objetivo principal era explicar as ideias, crenças e conceitos dos osages. Ele queria que seus leitores vissem o mundo dos osages como ele era na realidade - não o mundo dos simples "filhos da natureza", mas um mundo altamente complexo que refletia uma tradição intelectual tão sofisticada e imaginativa quanto a de qualquer povo do Velho Mundo.

## Gravações em discos de cera
La Flesche gravou em discos de cera. Suas gravações são mantidas pela Biblioteca do Congresso, e versões digitalizadas de mais de 60 estão disponíveis online. Membros contemporâneos da tribo Osage compararam o efeito de ouvir as gravações de seus rituais tradicionais ao de estudiosos ocidentais lendo os recém-descobertos Manuscritos do Mar Morto.

## Casamento e família
La Flesche casou-se com Alice Mitchell em junho de 1877, mas ela morreu no ano seguinte. Em 1879, ele se casou com Rosa Bourassa, uma jovem mulher de Omaha, o relacionamento ocorrou na época de sua viagem em 1879-1880 com sua irmã e Standing Bear. Eles se separaram pouco antes de ele começar a trabalhar em Washington, DC, em 1881 e se divorciaram em 1884. Ele não teve filhos em nenhum dos relacionamentos.
Durante a maior parte de seus anos em Washington, La Flesche dividiu uma casa no Capitólio com Alice Fletcher, com quem trabalhou de perto, e Jane Gay. Fletcher e La Flesche mantiveram a natureza de seu relacionamento em segredo. Ela deixou dinheiro para ele em sua morte.

## Morte
Francis La Flesche morreu em 5 de setembro de 1932 no condado de Thurston, Nebraska . Ele foi enterrado no Cemitério de Bancroft, Bancroft, Nebraska, perto dos túmulos de seu pai e das meias-irmãs Susette La Flesche e Rosalie La Flesche .

## Legado e honras
- 1922, La Flesche foi eleito membro da Academia Nacional de Ciências
- 1922-23, foi eleito presidente da Sociedade Antropológica de Washington
- 1926, premiado com um Doutor Honorário em Letras pela Universidade de Nebraska[4]
- Devido à estreita relação de trabalho entre Fletcher e La Flesche, o Smithsonian Institution reuniu seus papéis em um arquivo conjunto.[11]

## Trabalhos
- 1900, The Middle Five: Indian Boys at School (memórias)
- 1911, A Tribo Omaha, com Alice Cunningham Fletcher
- 1912, Da O Ma (inédito) [12]
- 1914/-1915/1921, A Tribo Osage: Rito dos Chefes[12]
- 1917-1918/1925, A Tribo Osage: o Rito da Vigília[12]
- 1925-1926/1928, A Tribo Osage: Duas Versões do Rito de Nomeação de Crianças[12]
- 1927-1928/1930, A Tribo Osage: Rito do Waxo'be[12]
- 1932, Dicionário da Língua Osage (linguística)
- 1939, Cerimônia de Guerra e Cerimônia de Paz dos índios Osage, publicada postumamente[4]
- 1999, The Osage and the Invisible World, editado por Garrick A. Bailey[13]
- 1998 Ke-ma-ha: The Omaha Stories of Francis La Flesche, editado por Daniel Littlefield e James Parins, Nebraska University Press, trabalho inédito[12]